# Oranienstraße
Ne doit pas être confondu avec Oranienburger Straße.
L'Oranienstraße est rue de Berlin en Allemagne.

## Situation et accès
C'est l'une des rues les plus célèbres du quartier de Kreuzberg, au cœur de Berlin. Elle se prolonge à l'est par la Wiener Straße (de) et à l'ouest par la Rudi-Dutschke-Straße (de), anciennement appelée Kochstraße (de) jusqu'en 2008.
Elle s'étend d'est en ouest sur une longueur de 2 080 mètres et possède de nombreux restaurants, cafés, boîtes de nuit (dont le SO36) et bars fréquentés par les Berlinois noctambules.
Elle traverse l'Oranienplatz et la Heinrichplatz, très animées pendant Myfest.

## Origine du nom
Son nom provient de la famille princière, puis royale Orange (Oranien en allemand). 

## Historique
La rue a été construite avant 1720 comme une rue latérale étroite et courte de la Jacobstraße, prolongée peu après jusqu'à la Todtengasse. 
La partie qui s'étend de la gare de Görlitz (Skalitzer Straße) à la Moritzplatz est bâtie en style Gründerzeit; tandis que la partie qui s'étend à l'ouest de la Moritzplatz a été reconstruite après la Seconde Guerre mondiale, après avoir été détruite par les bombardements alliés.